# Melanterius laticornis
Melanterius laticornis – gatunek chrząszcza z rodziny ryjkowcowatych i podrodziny Molytinae.
Gatunek ten opisany został w 1913 roku przez Arthura Millsa Lea.
Chrząszcz o ciele długości od 3,25 do 3,5 mm, ubarwionym czarno z ryjkiem, czułkami i stopami bladoczerwonymi. Wierzch ciała jest prawie nagi, spód i odnóża natomiast rzadko oszczecinione. Głowa z niezbyt cienkim, długim, u nasady prawie garbatym ryjkiem i prawie stykającymi się od spodu oczami. Trzonek czułka tak długi jak funiculus, osadzony w ⅓ długości ryjka, licząc od wierzchołka. Na prawie tak długim jak szerokim przedpleczu gęste i głębokie punktowanie. Boki pokryw bardzo delikatnie zaokrąglone, a nasada dość słabo trójfalista. Rzędy pokryw utworzone, przez duże, owalne punkty. Międzyrzędy dość ostro listewkowate z boku i z tyłu, ale przy szwie niewyniesione. Ząbki na udach raczej słabo zaznaczone.
Ryjkowiec australijski, podawany z Nowej Południowej Walii, Tasmanii i Wiktorii.